# Solin
Solin (ˈsɔliːn, italienisch Salona) ist eine 23.926 Einwohner (Volkszählung 2011) zählende Kleinstadt in der kroatischen Gespanschaft Split-Dalmatien. Der lateinische Name der Stadt (Salona) soll analog zu anderen Siedlungen in der Gegend mit der Endung -ona auf illyrische Bezeichnungen zurückgehen. Sie liegt an der Adriaküste an der Mündung des Flusses Jadro und grenzt inzwischen direkt an die Stadt Split.

## Geschichte

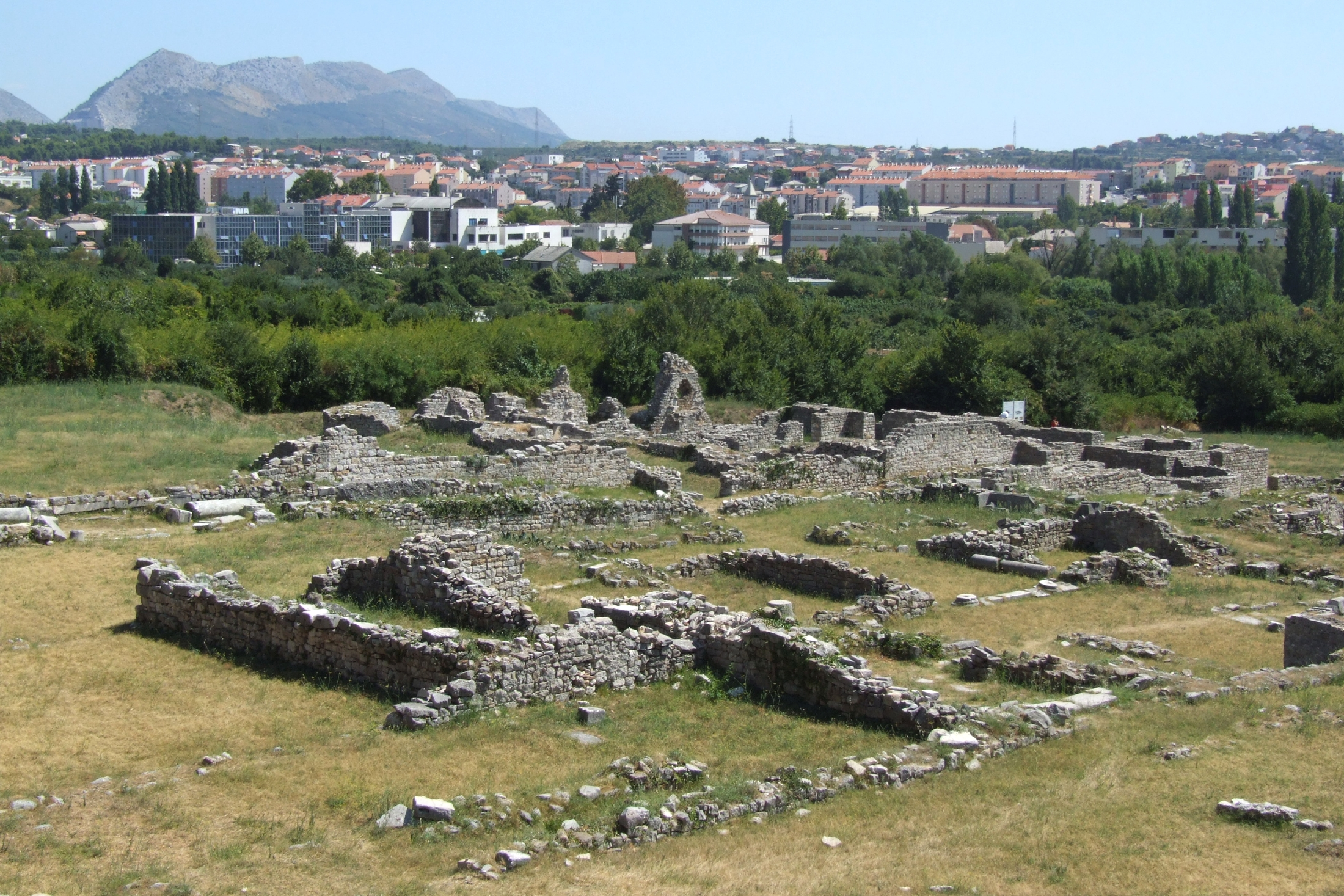
Ruinen von Salona

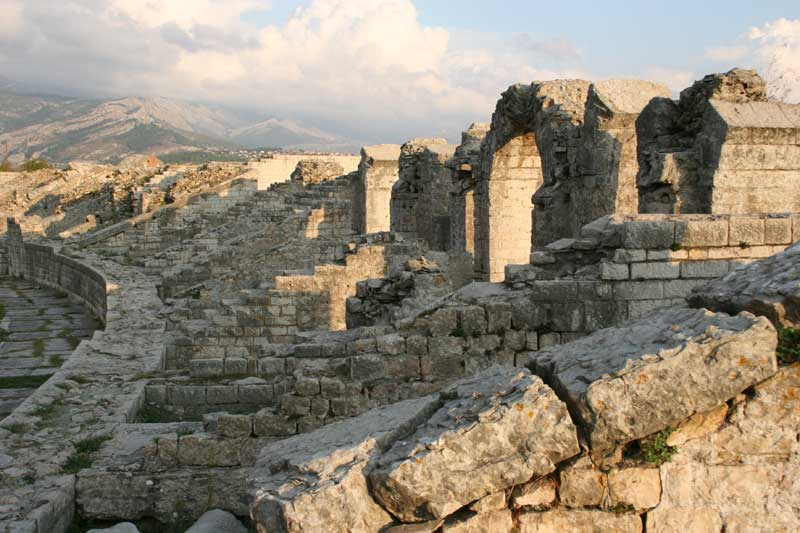
Amphitheater von Salona

Das antike Salona hatte in historischer Zeit eine erheblich höhere Bedeutung als die heutige Kleinstadt Solin.
Ursprünglich eine befestigte Hafenstadt der illyrischen Delmaten, wurde Salona im 4. Jahrhundert v. Chr. von den Griechen eingenommen. Die Stadt hatte eine strategisch günstige Lage am Fluss Jadro an der Kreuzung zwischen der Küstenstraße und einem über die Schlucht von Klis ins Inland führenden Weg.
Julius Caesar erhob Salona Mitte des 1. Jahrhunderts v. Chr. in den Rang einer römischen Kolonie (Colonia Martia Iulia Salona) und machte sie zum Verwaltungszentrum der gesamten damaligen Provinz Illyrien (später Dalmatia).
Durch den römischen Kaiser Diokletian, der wahrscheinlich selbst aus Salona stammte, erhielt die Stadt als Ehrentitel den Familiennamen des Kaisers: „Valeria“. Von 475 bis 480 residierte hier der letzte legitime weströmische Kaiser Julius Nepos.
Zwischen dem 4. und 6. Jahrhundert war Salona ein wichtiges Zentrum des frühen Christentums, wovon viele archäologische Fundstätten zeugen. Auf dem Höhepunkt der Entwicklung soll die Stadt etwa die dreifache Einwohnerzahl der heutigen Stadt gehabt haben. Ende des 5. Jahrhunderts wurde Salona Teil des Ostgotenreichs unter Theoderich. 535 eroberte der oströmische Feldherr Mundus die Stadt für Kaiser Justinian.
Im frühen 7. Jahrhundert wurde Salona von den Awaren und Slawen erobert. Keine zeitgenössische Quelle berichtet über den Fall der Metropole Dalmatiens. Noch um 600 stand Papst Gregor mit der Stadt in Kontakt um eine kirchliche Streitfrage zu klären. Münzfunden und der Interpretation späterer Quellen zufolge, dürfte Salona etwa zwischen 611 und 626 gefallen sein. Im Jahr 640/41 wurden Gefangene aus Dalmatien freigekauft, was eher für einen späteren Zeitpunkt der Eroberung spricht. Danach verlor Solin seine Bedeutung an die benachbarte Stadt Split. Etwa ab der Mitte des 7. Jahrhunderts war die Bevölkerung nahezu vollständig dorthin abgezogen.
Noch in der Zwischenkriegszeit war Solin ein Ort, an dem ein beliebter Jahrmarkt abgehalten wurde.

## Sehenswürdigkeiten
- Ausgrabungen der antiken Stadt Salona, darin
  - Ruinen des römischen Forums mit Tempel und Theater
  - Reste der römischen Porta Caesarea und der Stadtmauer
  - Ruinen des Amphitheaters (2. Jahrhundert)
  - Reste frühchristlicher Kirchen
  - Reste eines römischen und frühchristlichen Friedhofs (Manastirine) und eines Klosters
  - Außenstelle des Archäologischen Museum Split

## Persönlichkeiten
- Nikola Kalinić (* 1988), Fußballspieler
- Nikola Moro (* 1998), Fußballspieler